# Phare de Point Baleine
Le phare de Point Baleine (en anglais : Espolon Point Lighthouse) est un phare actif situé sur l'île de Gaspar Grande dans la région de Diego Martin (île de Trinité), à Trinité et Tobago, en mer des Caraïbes.

## Histoire
L'île Gaspar Grande se trouve à l'extrémité nord-ouest de Trinité, en baie de Chaguaramas. Le phare est situé à la pointe sud-ouest de l'île.

## Description
Ce phare est une tour métallique à claire-voie, avec une galerie et une balise de 11 m de haut. La tour est peinte en blanc. Il émet, à une hauteur focale de 13 m, un éclat blanc par période de 4 secondes. Sa portée est de 8 milles nautiques (environ 15 km).
Identifiant : ARLHS : TRI-009 - Amirauté : J5856 - NGA : 110-16236 .

### Lien connexe
- Liste des phares de Trinité-et-Tobago